# Château de Kitsuki
Le château de Kitsuki (杵築城, Kitsuki-jō) était un château japonais situé à Kitsuki, dans la préfecture d'Ōita sur l'île de Kyūshū. Il n'en reste à présent que quelques vestiges.

## Description
Le château de Kitsuki est situé sur une colline longue et étroite d'environ 200 mètres de long sur la côte sud de la péninsule de Kunisaki. Sa position entre les fleuves Yasaka et Takayama lui assurait une bonne protection naturelle.

## Histoire
Le château original est construit en 1394 par le clan Kitsuki, une branche cadette du clan Ōtomo, qui avait été envoyé par le shogunat de Kamakura pour gouverner la province. Le clan Kitsuki établit d'abord son bastion au château de Takeno à 10 kilomètres en amont, mais Kitsuki Yorinao le déplaça vers la côte et construisit une nouvelle ville sous le château pour mieux contrôler le port.
Pendant l'époque Sengoku, Kitsuki Shigenao est un important vassal d'Ōtomo Sōrin qui contrôle la moitié nord de Kyūshū. Cependant, les Ōtomo sont défaits par le clan Shimazu dans une série de batailles dans la province de Hyūga, perdant la plupart de leur territoire et beaucoup de leurs vassaux, y compris leur capitale Funai (aujourd'hui Ōita) en 1587. Néanmoins, le clan Kitsuki résiste à un siège de deux mois contres les forces Shimazu et le château reste aux mains des Kitsuki jusqu'à la conquête de Kyūshū par Toyotomi Hideyoshi.
Les Ōtomo retrouvent le contrôle de la province de Bungo, mais Ōtomo Yoshimune est accusé de lâcheté lors des invasions japonaises de la Corée (1592-1598) et perd toutes ses possessions. Le clan Kitsuki est également dépossédé de son château, qui échoit à Sugihara Nagafusa, un parent par mariage de Hideyoshi. Il construit une résidence à flanc de colline au nord du château.
Au début de l'époque d'Edo, le château est une fortification secondaire de Hosokawa Tadaoki, qui était à l'époque le daimyo du domaine de Kokura. En 1632, le fils de Tadaoki, Hosokawa Tadatoshi, est transféré au domaine de Kumamoto dans la province voisine de Higo. L'ancien territoire de Hosokawa est divisé : Ogasawara Tadatomo, frère cadet d'Ogasawara Tadazane reçoit le château de Kitsuki. Il est ensuite transféré au domaine de Yoshida dans la province de Mikawa en 1645. Matsudaira Hidechika, le daimyo du domaine de Bungo-Takeda, le remplace. Ses descendants régnèrent sur Kitsuki jusqu'à la restauration de Meiji.
Après la restauration de Meiji, le château est démantelé et la résidence réutilisée comme bureaux administratifs et comme école.  En 1970, une reconstitution en béton du tenshu est construite pour y abriter un musée. Lors de fouilles archéologiques menées en 2010, les vestiges d'un fossé, d'un mur de pierre et d'un jardin ont été découverts. Le site du château est protégé en tant que site historique du Japon depuis 2020.

## Galerie

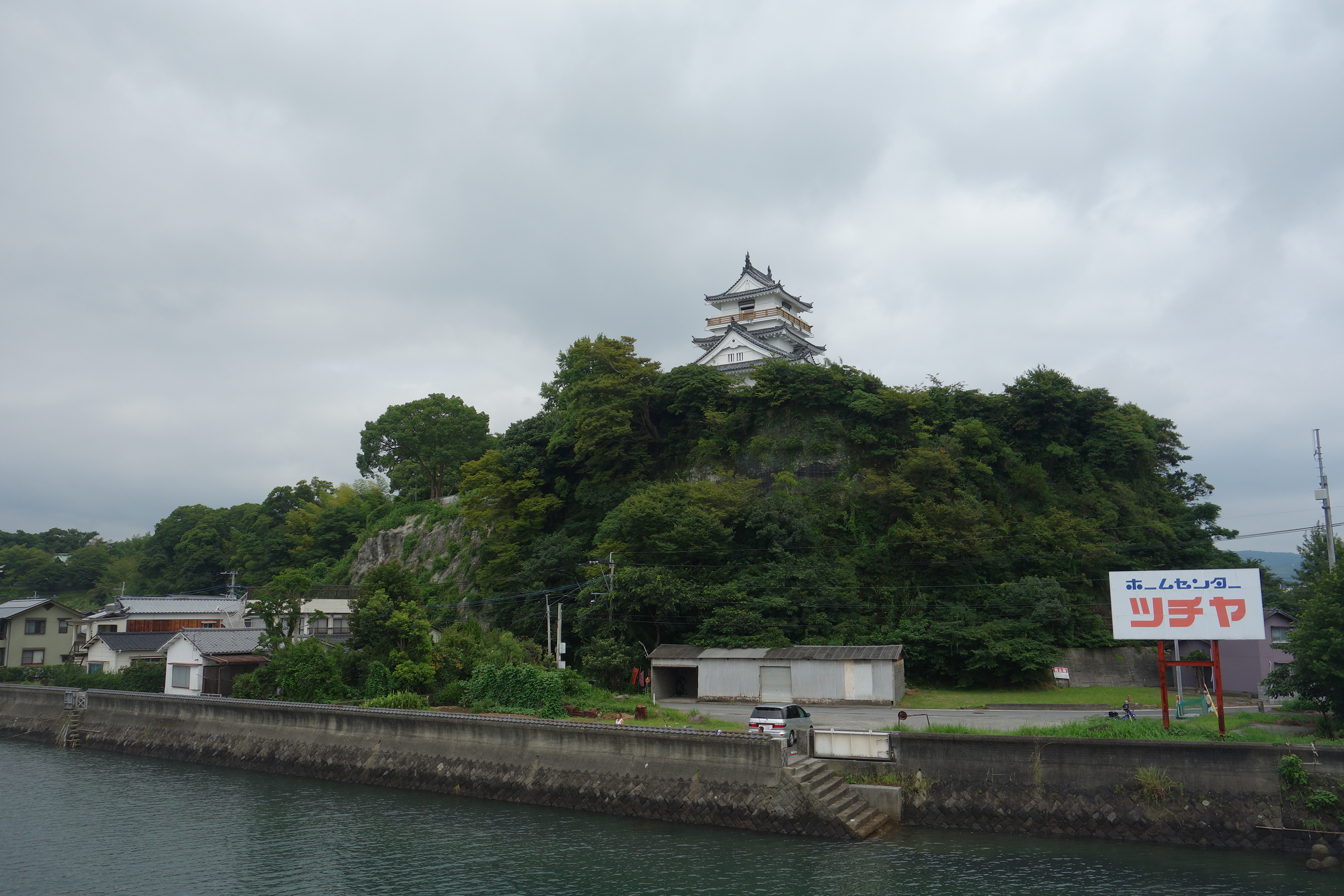
Vue générale du château de nos jours.
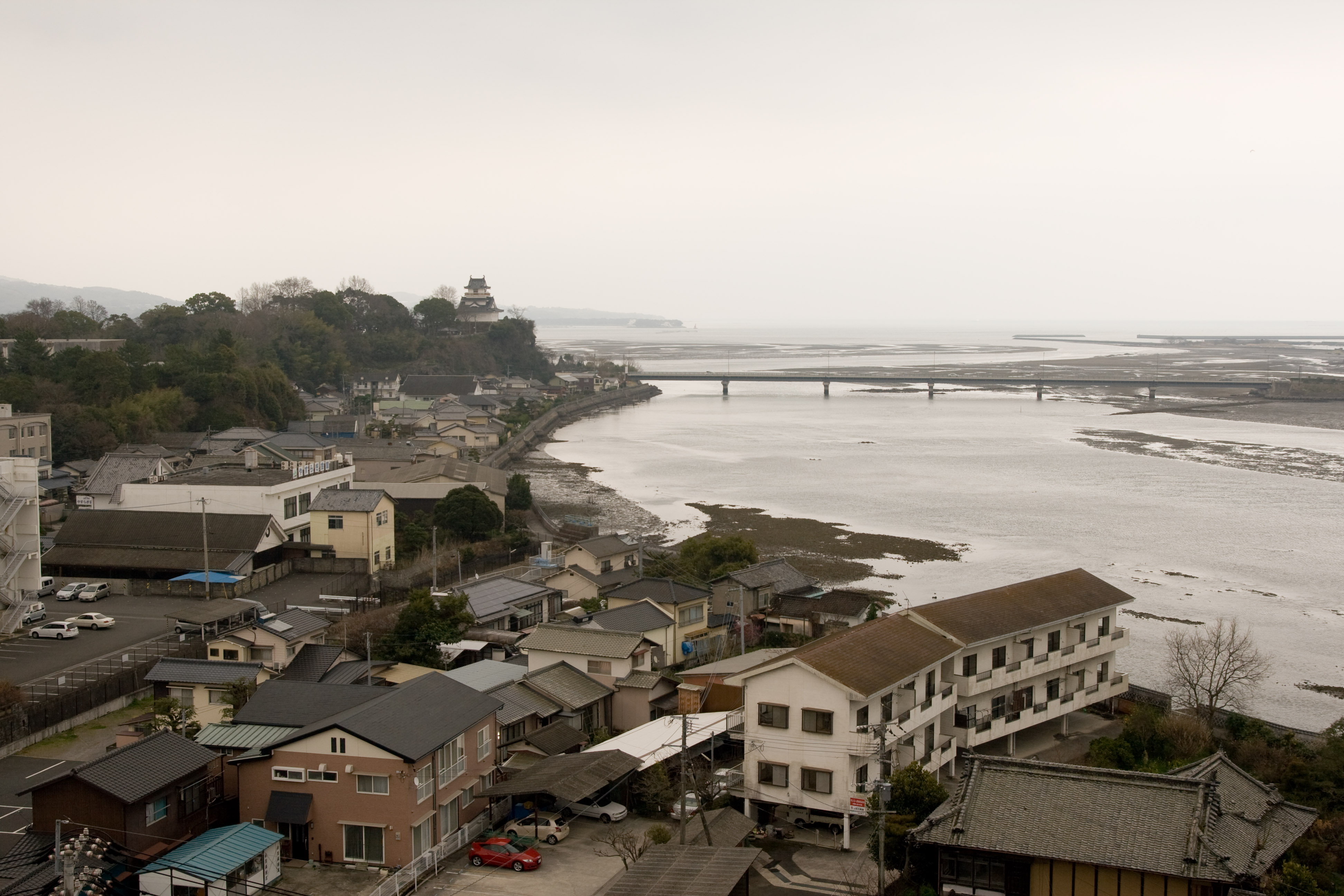
Vue du château le long du fleuve Yasaka.
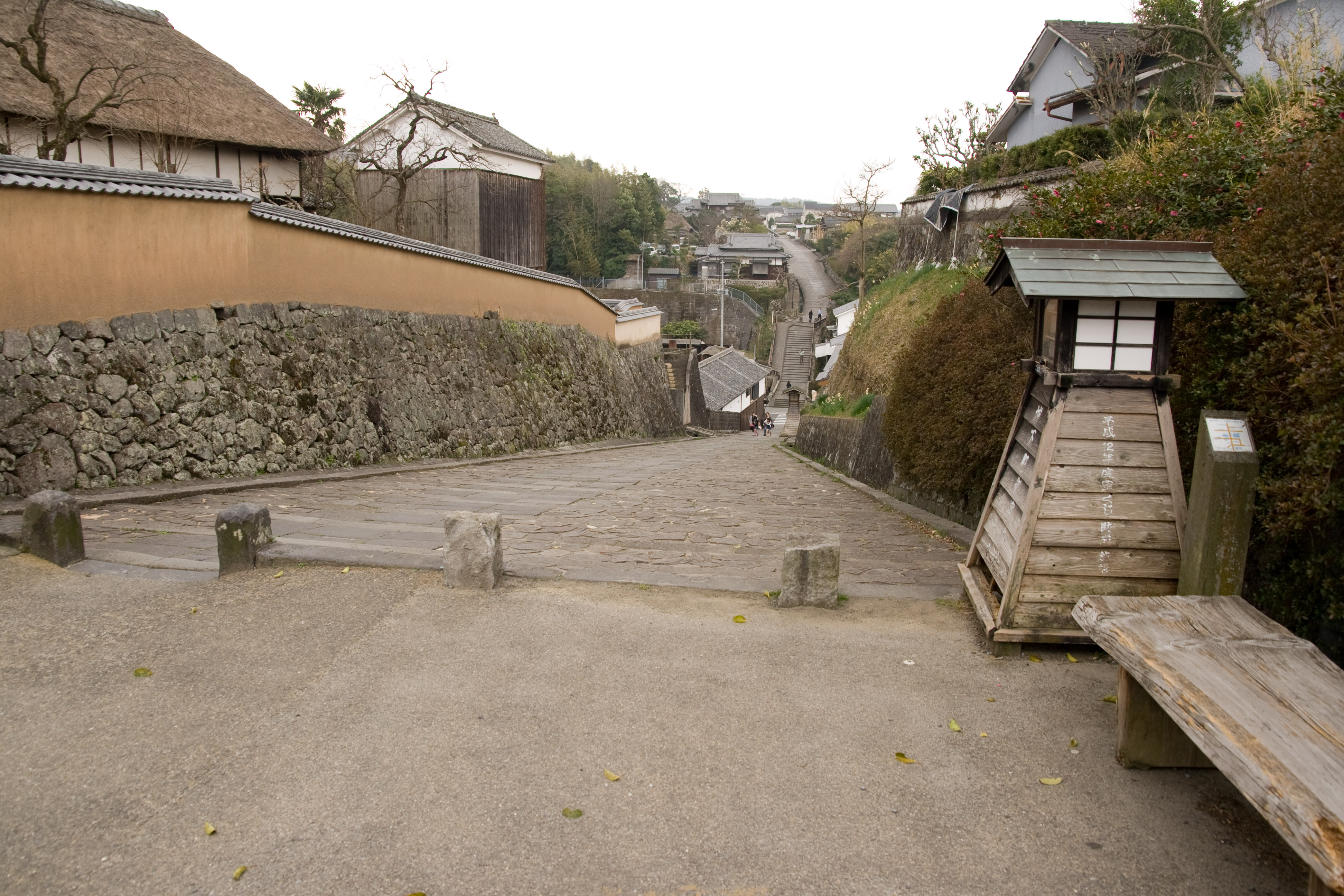
La ville sous le château.